# RTP (казино)
RTP, дослівно Повернення гравцеві (англ. Return to Player) — термін, що використовується в азартних іграх та онлайн-іграх для позначення відсотка або призів, які будуть повернуті гравцеві в залежності від коштів, внесених під час гри на початковому етапі. RTP є одним із способів залучення гравців.
В Австралії та Великій Британії інформація про вартість гри часто включає значення RTP (наприклад, середній відсоток виплат або відсоток збережених грошових ставок), щоб захистити гравців.
Комісія з азартних ігор Великої Британії дозволяє клієнтам отримувати інформацію про ризики у вигляді відсотка RTP або прибутку. Наприклад, казино може повідомити гравця про відсоток виплати 90 %, що означає, що за ставку в 100 доларів повертається 90 доларів. Те ж саме стосується «відсотка переваги», що означає, що казино має 10 доларів на кожні 100 доларів, витрачених на гру. Обидва варіанти ідентичні, однак, згідно з так званим ефектом обрамлення, існує певний вплив на гравців через різні способи сприйняття.
Згідно з результатами дослідження, проведеного Комісією з азартних ігор Великої Британії в 2014 році, було виявлено, що ряд гравців, які не спеціалізуються в цій галузі, не розуміють механізму RTP. Так, серед факторів непорозуміння згадуються складні терміни, використання математичних понять і формулювань, інформація англійською мовою, що погіршує розуміння правил неносіями англійської мови.
У 2018 році Федеральний суд Австралії в позові проти крупного казино в Мельбурні постановив, що інформація про характер RTP вводить в оману гравців, оскільки вказує відсоток виграшу для довготривалої гри, що не відповідає дійсності. для короткострокового.
Деякі розробники програмного забезпечення вирішують публікувати RTP своїх ігрових автоматів, а інші — ні. Незважаючи на різні теорії довколо RTP, майже будь-який результат можливий у короткостроковій перспективі.